# Antoni Górski (profesor)
Antoni Górski, herbu Bożawola (ur. 21 lipca 1862 w Uleńcu, zm. 24 lutego 1928 w Warszawie) – polski prawnik i ekonomista, profesor Uniwersytetu Jagiellońskiego w Krakowie i Wolnej Wszechnicy Polskiej w Warszawie, polityk konserwatywny, poseł do galicyjskiego Sejmu Krajowego i austriackiej Rady Państwa, członek delegacji polskiej na konferencję paryską w 1919., członek Komisji Kodyfikacyjnej II Rzeczypospolitej Polskiej.

## Życiorys
Ukończył gimnazjum Św. Anny w Krakowie. Odbył studia prawnicze na uniwersytetach krakowskim (1880-1882) i wiedeńskim (1882-1884). Na tym ostatnim otrzymał doktorat (1885). Studia w zakresie prawa rzymskiego uzupełniał w Berlinie. Po powrocie do kraju odbył praktykę sądową w Krakowie. Po uzyskaniu habilitacji z prawa handlowego i wekslowego na UJ (1888) został na tej uczelni docentem wykładającym ekonomię rolniczą. W latach 1891–1919 był profesorem UJ, najpierw prawa handlowego, a od 1905 prawa cywilnego na Studium Rolniczym UJ. Od 1903 profesor zwyczajny. W 1919 przeszedł na emeryturę, od 1921 profesor honorowy UJ. Członek Komisji Prawniczej Akademii Umiejętności i Towarzystwa Popierania Wydawnictw AU. Uczestnik międzynarodowych kongresów ekonomistów. W 1900 honorowy prezes Międzynarodowego Kongresu Akcyjnego w Paryżu. Od 1911 członek belgijskiej Akademii Nauk. Był także członkiem Académie Stanislas w Nancy.

Był jednym z czołowych polityków konserwatystów krakowskich. Współzałożyciel w 1896 wraz z Władysławem Leopoldem Jaworskim, Adamem Krzyżanowskim i bratem Piotrem Górskim Klubu Konserwatywnego zrzeszającego tzw. neokonserwatystów. W latach 1896–1908 był prezesem Klubu i wydawcą jego organu „Ruch Społeczny”. W tym czasie był także prezesem Krakowskiej Spółki Wydawniczej oraz komitetu redakcyjnego czołowego pisma konserwatywnego „Czasu”. W latach 1894–1904 był członkiem Rady Powiatu w Brzesku. Członek Komitetu i wiceprezes Towarzystwa Rolniczego Krakowskiego (1896-1912). Od 1904 reprezentant Towarzystwa w Allgemeine Verband der Landwirtschaftlichen Genossenschaften w Wiedniu. Był cenzorem Banku Austro-Węgierskiego (1904), członkiem Izby Rolnej w Wiedniu, kuratorem średniej Szkoły Rolniczej w Czernichowie pod Krakowem. Był także członkiem komisji regulacji rzek w galicyjskim Namiestnictwie.

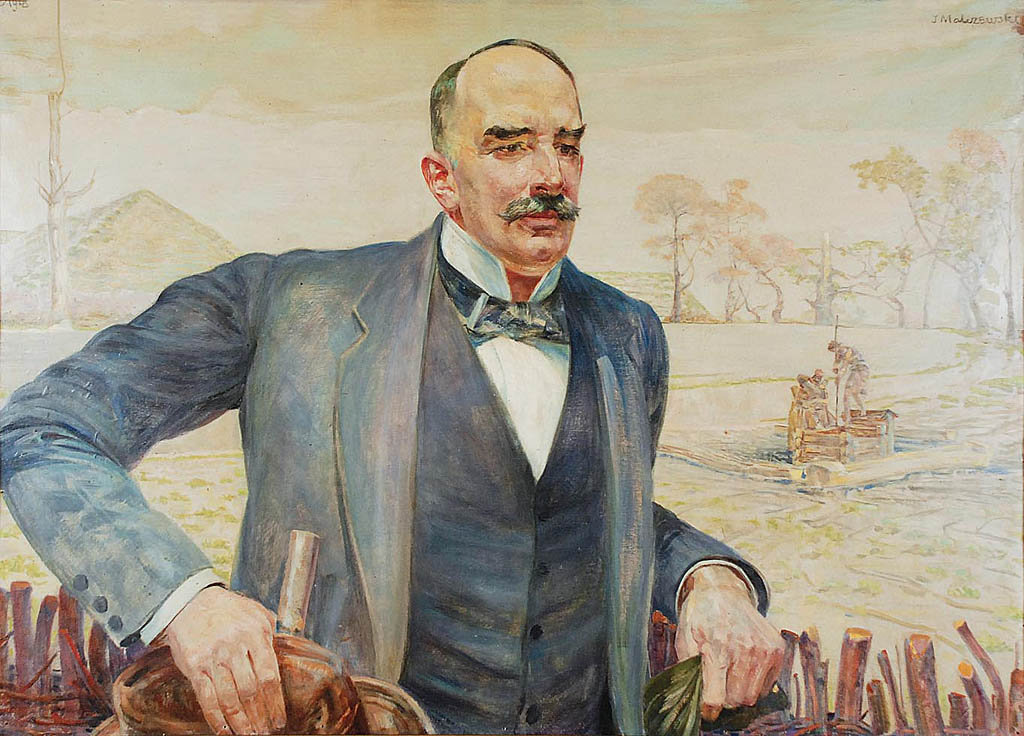
Profesor Antoni Górski (1918) – portret namalowany przez Jacka Malczewskiego

Był posłem do Sejmu Krajowego IX kadencji (15 września 1908 – 2 kwietnia 1913) i X kadencji (5 grudnia 1913 – 14 marca 1914) wybieranym w kurii IV (gmin wiejskich) w okręgu wyborczym nr 51 (Bochnia). Był także posłem do austriackiej Rady Państwa X kadencji (28 listopada 1905 – 30 stycznia 1907) i XI kadencji (15 lipca 1908 – 30 marca 1911). Po raz pierwszy został wybrany w wyborach uzupełniających po rezygnacji Antoniego Wodzickiego w kurii I (wielkiej własności) w okręgu wyborczym nr 1 (Kraków-Chrzanów). Powtórnie uzyskał wybór w galicyjskim okręgu wyborczym nr 23 (Mielec-Kolbuszowa-Leżajsk-Sokołów-Rozwadów-Tarnobrzeg-Nisko-Rudnik), także w wyborach uzupełniających 9 lipca 1908 po rezygnacji Michała Bobrzyńskiego. Należał do grupy posłów konserwatywnych (stańczyków) Koła Polskiego w Wiedniu, od 25 stycznia do 30 marca był wiceprezesem Koła. Wobec sprzeciwu namiestnika Michała Bobrzyńskiego w październiku 1908 nie został ministrem dla Galicji. Podczas I wojny światowej działał w Wiedniu jako prezes Komitetu Centralnego Komitetu Opieki Moralnej dla wychodźców z Galicji (1915-1918).
Brał udział w pracach delegacji polskiej na konferencji pokojowej w Paryżu w roku 1919. W jej ramach członek komisji opracowującej sprawy własności przemysłowej, długów przedwojennych, ceł. W 1919 był także jednym z dwu delegatów Polski na Kongres Prawa Patentowego w Paryżu. W latach 1920–1922 przebywał we Francji, przez pół roku wykładał historię Polski i polskie prawo publiczne na uniwersytecie w Nancy oraz opiekował się stypendystami polskimi w Lycee Poincare. Wygłosił wówczas szereg odczytów na temat Polski.
Od 1922 mieszkał w Warszawie – gdzie był profesorem na Wolnej Wszechnicy Polskiej. Dziekan Wydziału Nauk Politycznych i Społecznych WWP, a także rektor (1925) i prorektor (1927-1928). Na uczelni wykładał prawo handlowe prawo kościelne, historię prawodawstw zachodnioeuropejskich, traktaty handlowe i systemy celne. Publikował także artykuły w czasopismach, głównie w „Czasopiśmie Prawniczym i Ekonomicznym”, „Przeglądzie Prawa Handlowego” i „Gazecie Sądowej Warszawskiej”. Był członkiem Komisji Kodyfikacyjnej RP, referentem i autorem projektu kodeksu prawa handlowego. Jako delegat Polski uczestniczył w szeregu międzynarodowych konferencji m.in.: konferencji prawa kolejowego w Bernie (1923) i zjeździe Międzynarodowego Komitetu Ekspertów Prawa (1926). W latach 1926–1928 pierwszy wiceprezes. Comité International d’Experts Juridiques Aériens w Paryżu i przewodniczący jej Komisji Prawnej.
Pochowany w Warszawie, na Cmentarzu Powązkowskim (kwatera 73, rząd 6, miejsce 11).

## Publikacje
- Zarządzanie i reprezentowanie spółki jawnej, (1888)
- Zarys prawa handlowego (1890, 1912)
- Walka z drożyzną (1893),
- Cena giełdowa a przesilenie rolnicze (1897),
- Potrzeba reformy niemieckiej Komisji Handlu, (1897)
- Die Reformbedürfigkeit des deutschen Commissionsgandels (1898)
- System rynkowy, (1899)
- O nieuczciwej konkurencji, (1903)
- Zarys wykładów prawa cywilnego... (1905-1911)
- Społeczne znaczenie klasy robotniczej, (1906)
- Die soziale Bedeutung des Arbeiterstandes (1906),
- Dwanaście lat istnienia Klubu Konserwatywnego, Kraków 1908
- Włościańskie prawo hipoteczne (1911),
- O wekslu z nakazem przedstawienia do przyjęcia (1911),
- Zapatrywania i stosunki gospodarcze w Polsce w XVII wieku (1913)
- Braki krajowej produkcji w Galicji (1915)
- La Pologne et la guerre,, [w:] Les questions du temps present (1922)
- Zapatrywania i stosunki gospodarcze w Polsce w XVII w. (1923).
- Pierwiastek woli w prawie prywatnym (1924)
- Prawo wekslowe i czekowe (1925)
- Vers une lègislation simplifiée, [w:] „Annales du droit commercial” nr 2 z 1927

## Rodzina
Pochodził z rodziny ziemiańskiej, był synem Stanisława i Heleny z Mężeńskich. Jego stryjem był prezes Tow. Kredytowego w Warszawie Ludwik Górski (1818-1908). Jego rodzeństwem byli bracia: prawnicy i ziemianie Piotr (1857-1906), Franciszek (1858-1904) i siostra Anna Helena (1875-1887). Jego stryjeczny brat Ludwik Górski (1865-1931) był poetą. Od 1921 był żonaty Jadwigą Leonią Strojnowską (1885-1977). Dzieci nie mieli.